# Jean Brichaut
Jean Brichaut (Liegi, 29 luglio 1911 – 4 agosto 1962) è stato un calciatore belga, di ruolo attaccante.